# Louis Visconti
Louis Tullius Joachim Visconti (Roma, 11 febbraio 1791 – Parigi, 29 dicembre 1853) è stato un architetto e disegnatore francese, di origini italiane.

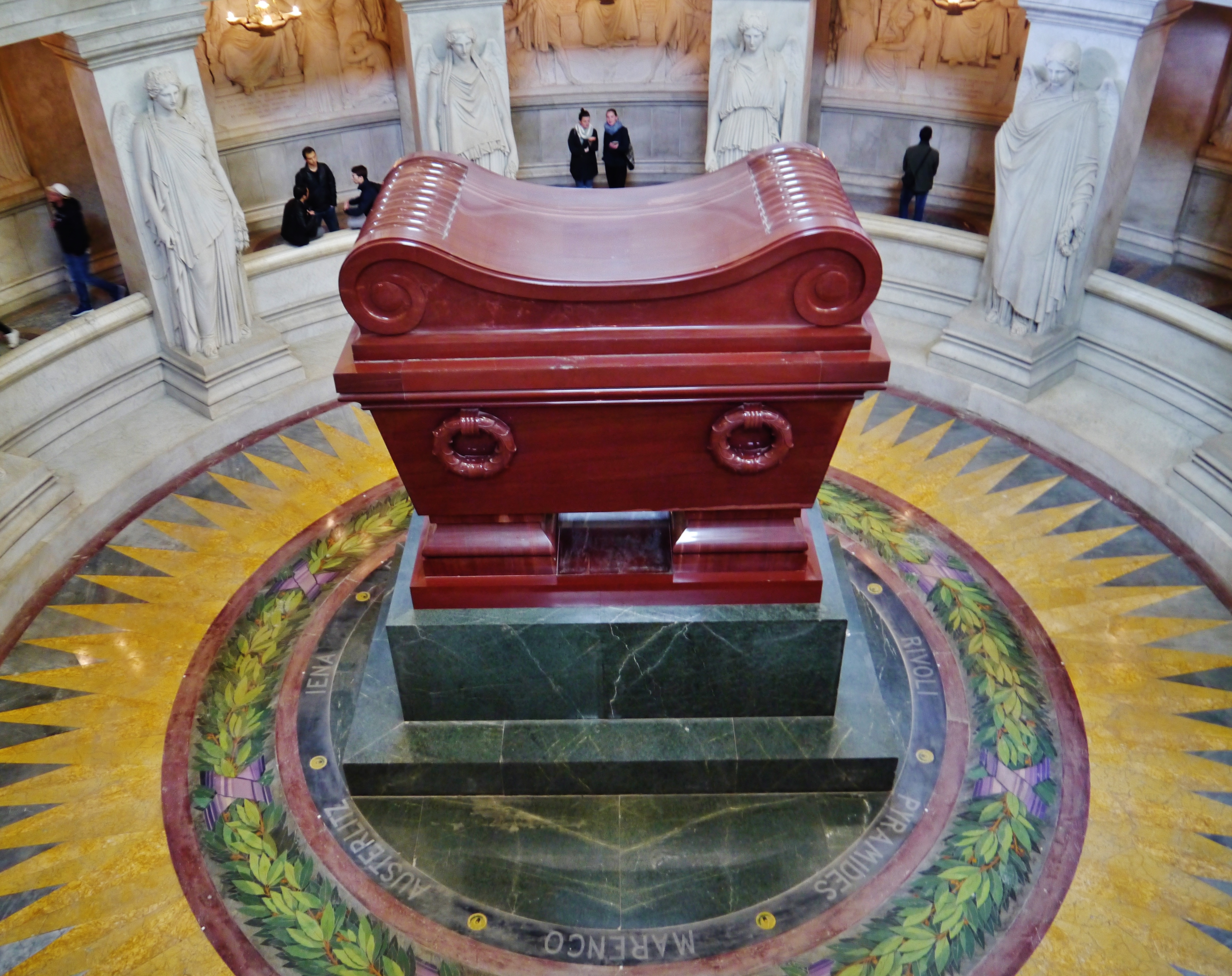
Tomba di Napoleone

Figlio dell'archeologo e storico d'arte Ennio Quirino Visconti (1751-1818), Louis progettò molte residenze parigine, edifici pubblici e piazze, come la Place Saint-Sulpice e la Fontaine Molière; fu anche architetto ufficiale, per poco tempo, per il Musée du Louvre, sotto Napoleone III. Probabilmente la sua fama è dovuta per la progettazione, del 1842, della tomba di Napoleone, a Les Invalides. Fra i suoi studenti ci fu Joseph Poelaert, progettista del Palazzo di Giustizia di Bruxelles.

## Vita
Visconti proveniva da una famosa famiglia di archeologi: il nonno Giovanni Battista Visconti (1722-1784) aveva fondato i Musei Vaticani; suo padre fu curatore del Musée du Louvre. Ennio e la sua famiglia si trasferirono a Parigi nel 1798 e vennero naturalizzati francesi nel 1799.
Tra il 1808 e il 1817 studiò all'École des beaux-arts, sotto Charles Percier. Ha inoltre studiato con il pittore François André Vincent. Dopo aver vinto il secondo premio nella sezione di architettura del Prix de Rome (1814), divenne architetto per il 3° e l'8° arrondissement di Parigi, nel 1826 curatore dell'8ª sezione dei monumenti pubblici di Parigi (la Bibliothèque Royale, il monumento a Place des Victoires, Porte Saint-Martin, la Basilica di Saint-Denis e la Colonna Vendôme) e architetto del governo nel 1849. Nel frattempo, nel 1840, progettò le decorazioni di Parigi per la restituzione delle spoglie di Napoleone e la tomba dello stesso Napoleone a Les Invalides.
Collaborò con Émile Trélat nelle opere di ricostruzione della Bibliothèque royale du Louvre, nel maggio 1848 e produsse una prima bozza di progetto per il completamento del Palais du Louvre. Divenne architetto ufficiale, al Palais des Tuileries, il 7 luglio 1852, sotto Napoleone III e il 16 febbraio 1853 fu incaricato di collegare il Palais du Louvre con il Palais des Tuileries, un progetto completato solo più tardi da Hector-Martin Lefuel. Venne anche nominato presidente della Société Centrale des Architectes, nel 1852. Visconti morì per arresto cardiaco nel 1853, anno della sua elezione all'Académie des beaux-arts.
Venne sepolto presso il Cimitero di Père-Lachaise, a Parigi.